# 永和镇 (兴宁市)
永和镇是中华人民共和国广东省梅州市兴宁市下辖的一个乡镇级行政单位。，位於興寧东部。距離市区10公里。全鎮總面積110平方公里，人口4萬7千多人。下轄24個行政村和1個居委會。

## 旅游资源
区内鸡鸣山受到兴宁人的喜爱，也是永和镇重点发展的旅游风景区。

## 行政区划
永和镇下辖以下地区：
永和社区、成鹊村、沙坪村、新中村、永生村、永星村、华岭村、华峰村、仁里村、长安村、蓝排村、锦洞村、长新村、林场村、湖尾村、新寨村、板子村、振兴村、崇新村、大成村、石陂村、廉峰村、三枫村、夜明村和七层村。